# Bupalus funebris
Bupalus funebris är en fjärilsart som beskrevs av Edward Alfred Cockayne 1939. Bupalus funebris ingår i släktet Bupalus och familjen mätare. Inga underarter finns listade i Catalogue of Life.